# 「NO」と言える日本
『「NO」と言える日本』（ノーといえるにほん）とは、日米貿易摩擦の中ソニーの会長である盛田昭夫と作家である石原慎太郎によって共同執筆された1989年のエッセイである。アメリカ合衆国のビジネスの方法に批判的な目を向け、日本が多くのこと、ビジネスから国際問題にまでに関して他国に依存しない態度を取るべきだ、と主張している。
アメリカでは日本での発売直後からアメリカ議会内で英語訳が付されたコピー紙が秘かに回覧されたと言われており、多くの非公認の翻訳書が作られて広まった。フランク・ボールドウィンによるサイモン・アンド・シュースター社の翻訳書（絶版）には盛田によるエッセイが含まれていない。1996年に出版された中国のナショナリストのエッセイを集めた『「NO」と言える中国（英語: China Can Say No）』の題名はこの本をもじったものであり、作者と石原慎太郎の対談も併録されている。
続篇に『それでも「NO」と言える日本』（共著は渡部昇一・小川和久）および『 断固「NO」と言える日本』（共著は江藤淳） があるが、後述の理由により盛田は関与していない。

## 主張
この作品は石原と盛田のエッセイを交互に収録している。石原のエッセイは、日本は尊重されるべき強国であり、アメリカと取引をする際に日本人は自分自身の権利や意見をより主張すべきであると論じている。盛田のエッセイは、アメリカ企業の悲劇的な欠点や、日本がその印象や地位を向上させるにあたって何ができるかについて焦点を当てている。
以下がそれらの主張の大まかな抜き出しである。

### 石原
- 世界は特に半導体の生産において日本の技術に依存するようになった。
- 日本はその技術の優位性を交渉の武器として使用すべきである。石原はアメリカに対する交渉手段として、ソ連と機密情報を交換するというような脅しさえも支持した。
- アメリカは労働者のレベルが低いので商品の質も悪く、一方で日本の労働者の優越した教育は大きな強みである。
- 日本の外交官は西洋人と取引する際有効でなく、外国人との取引に慣れている経営者も交渉に参加すべきだ。
- 日本は日米安全保障条約を終わらせ、自衛すべきだ。この方が安く済み、アメリカへの依存もなくなるだろう。
- アメリカは、今の時代は欧米世界によって支配されており、白人世界が優れているのだと考えており、この偏見は最後には自らの首を絞めることになるだろう。
- アメリカ人とキリスト教宣教師は各地の文化を消し去り、西洋の文化で取って替えようとしている。（文化帝国主義を参照）
- 以前アメリカの植民地であった地域は問題で溢れているが、一方で日本の植民地は繁栄している。パラオ

### 盛田
盛田はニューヨークに長期在住し成功した経営者であり、アメリカのビジネス文化について多くの考えを持つ。
- アメリカの企業
  - アメリカの企業はM&Aのようなマネーゲームに躍起になり、実際の商品の創造や製造力を蔑ろにしている。
  - アメリカの企業は短期的な利益に躍起になり、製造の海外移転などの長期的な全体の生計を犠牲にしている。
  - アメリカの企業の重役の収入は多すぎて企業のためにならない。
  - 日本の企業は厳格な共同体であり、全体として結果はよい。
  - アメリカとの貿易黒字はアメリカには望ましい製品が欠けていることが原因である。
  - アメリカの企業は基本的な調査によれば強力だが、製品の進歩やマーケティングにおいてはそうではない。
  - 日本政府が日本の企業を保護することは当然である。政府は税金の収入に頼っているのだ。
- 日本の印象、地位
  - ジャパンバッシングが頻繁に起こっており、これは主として地元の社会に溶け込めない海外の日本人経営者の責任である。
  - 理解を深めるため、日本人はアメリカ人と交渉する時は西洋の文化や言語に慣れるため更なる努力をすべきだ。
  - アメリカが日本の地位を認めていないことはアメリカや世界の経済によからぬ結果をもたらすだろう。
  - 日本は世界のリーダーとしての役割を自覚し、世界経済を支える役目を負うべきだ。
  - 日本は経済のリーダーとしての地位を強め、アジアの復興に協力すべきだ。
  - 日本は真の世界のリーダーになりたいのなら対外援助を増やすべきだ。盛田はこれを自国への貢献と同等に考えている。

## 評価
エッセイは石原が総裁選に走り回っている頃に発売されたものであり、真面目な分析というよりは注意を惹くための単なる道具に過ぎないのではないかと言われてきた。両著者共に本が日本人の読者を想定したものであると言って、英語に翻訳することに乗り気でないことを明らかにした。盛田はその後、大変誤解されていると言って身を引いた。彼のエッセイは公認の英語翻訳書には含められていない（但し、彼はその後も演説やインタビューにおいて同様の考えを公にしている）。これらのコメントは、エッセイはアメリカへの非難というよりは日本政府の自己主張のなさへの批判、起爆剤、また選挙のための宣伝の類であるとする主張を強いものにしている。